# Шольц, Янош
Янош Шольц (англ. János Scholz; 20 декабря 1903, Шопрон — 3 июня 1993, Нью-Йорк) — американский виолончелист и коллекционер венгерского происхождения.
Виолончелист в пятом поколении, Шольц тем не менее сперва изучал сельскохозяйственные науки. Затем всё же окончил Будапештскую академию музыки, где среди его наставников был Эрнст фон Донаньи. Играл в венгерских оркестрах. В 1932 г., войдя в состав струнного квартета Рота, отправился в США, где выступал в составе этого коллектива до 1939 года; в 1934 году стал участником известной первой полной записи «Искусства фуги» Иоганна Себастьяна Баха. В 1940—1950-х гг. записал также несколько сонат Баха и Бенедетто Марчелло для виолы да гамба и клавира с клавесинистами Эрнстом Виктором Вольфом и Эджидой Джордани Сартори.
В 1935 году начал коллекционировать графику и во второй половине жизни занимался преимущественно собиранием музыкальных инструментов, редких книг и предметов искусства. Своё собрание графики, включавшее около 15000 рисунков, преимущественно итальянских, включая Рафаэля, Тьеполо, Пармиджанино и других значительных авторов, в 1977 году передал в Библиотеку и музей Моргана, некоторые другие части собрания были подарены Метрополитен-музею.
Выставка «Янош Шольц, музыкант и коллекционер» прошла в 1980 году в музее Университета Нотр-Дам, опубликован её каталог.
Первая жена — Анна Бигелоу Розен, двое детей. Вторым браком женился в 1955 г. на Хелен Маршалл Шеллинг, вдове Эрнеста Шеллинга.